# Lista de espécies extintas do grupo Crurotarsi
Esta é uma lista em ordem alfabética de membros extintos do grupo Crurotarsi.

## A
- Acaenasuchus
- Acompsosaurus
- Acynodon
- Adamanasuchus
- Adamantinasuchus
- Adzhosuchus
- Aegyptosuchus
- Aeolodon — junior synonym of Steneosaurus
- Aetosauroides — junior synonym of Stagonolepis
- Aetosaurus
- Aggiosaurus
- Aigialosuchus
- Akanthosuchus
- Aktiogavialis
- Albertochampsa
- Aldabrachampsus
- Alligatorellus
- Alligatorium
- Allodaposuchus
- Allognathosuchus
- Amargasuchus
- Amphicotylus — junior synonym of Goniopholis
- Anatosuchus
- Angistorhinopsis
- Angistorhinus — referred to both Rutiodon and Leptosuchus
- Anglosuchus
- Arambourgia
- Arambourgisuchus
- Araripesuchus
- Arganasuchus
- Argentinosuchus — junior synonym of Stagonolepis
- Argochampsa
- Arizonasaurus
- Armadillosuchus[1]
- Arribasuchus — junior synonym of Pseudopalatus
- Artzosuchus
- Asiatosuchus
- Atacisaurus — junior synonym of Pristichampsus
- Atlantosuchus
- Atoposaurus
- Australosuchus
- Ayllusuchus

## B
- Baharijodon
- Balanerodus
- Barbarenasuchus
- Barinasuchus[2]
- Baroqueosuchus — junior synonym of Protosuchus
- Baru
- Baryphracta

- Batrachotomus
- Baurusuchus
- Belodon
- Bergisuchus
- Bernissartia

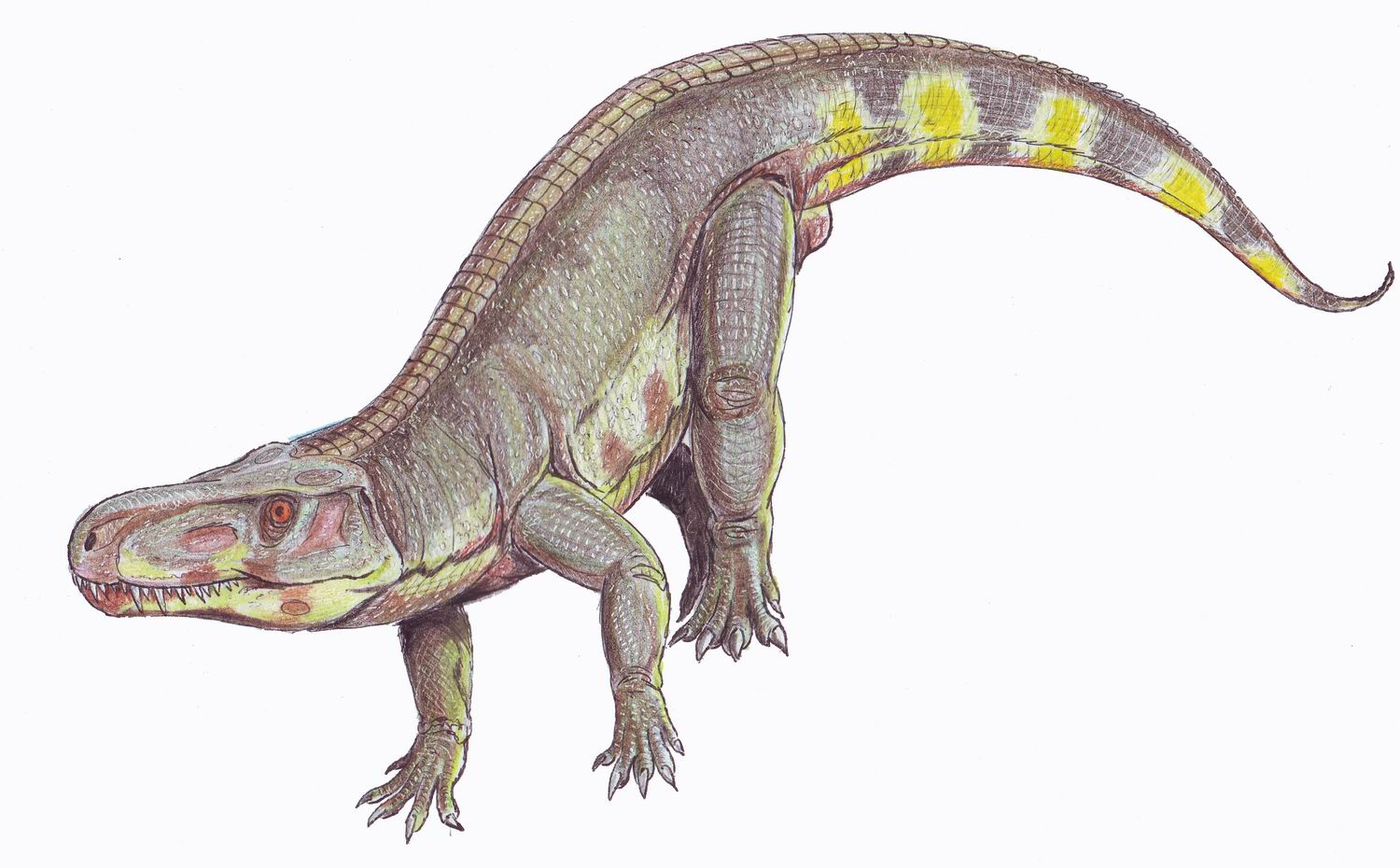
An artist's re-creation of an Batrachotomus kupferzellensis

- Bombifrons — junior synonym of Crocodylus
- Borealosuchus
- Bottosaurus
- Boverisuchus — junior synonym of Pristichampsus
- Brachychampsa
- Brachygnathosuchus
- Brachytaenius — junior synonym of Geosaurus
- Brachyuranochampsa
- Brasileosaurus
- Bretesuchus
- Brillanceausuchus
- Bromsgroveia

## C
- Caimanosuchus — junior synonym of Diplocynodon
- Calsoyasuchus
- Candidodon
- Calyptosuchus — junior synonym of Stagonolepis
- Capellineosuchus — misspelling of Capelliniosuchus
- Capelliniosuchus — once thought to be a metriorhynchid, now known to be a mosasaur
- Carandaisuchus
- Caririsuchus
- Centemodon
- Ceratosuchus
- Champse — junior synonym of Crocodylus
- Charactosuchus
- "Chasmatosuchus" — preoccupied by a proterosuchid archosaur, referred to Jaikosuchus
- Chatterjeea — junior synonym of Shuvosaurus
- Chenanisuchus
- Chiayusuchus
- Chilenosuchus
- Chimaerasuchus
- Chrysochampsa
- Cladeiodon — possible senior synonym of Teratosaurus
- Clarencea
- Coahomasuchus
- Coburgosuchus
- Coelosuchus
- Colossoemys
- Comahuesuchus
- Congosaurus
- Coringasuchus[3]
- Cricosaurus
- Crocodilaemus
- Ctenosauriscus
- Ctenosaurus — preoccupied by extant iguanid, referred to Ctenosauriscus
- "Cunampaia"  — a nomen dubium; originally considered a phorusrhacid bird, probably a mesoeucrocodylian
- Cynodontosuchus
- Cystosaurus

## D
- Dacosaurus — lapsus calami of Dakosaurus
- Dakosaurus

- Dakotasuchus
- Deinosuchus
- Denazinosuchus

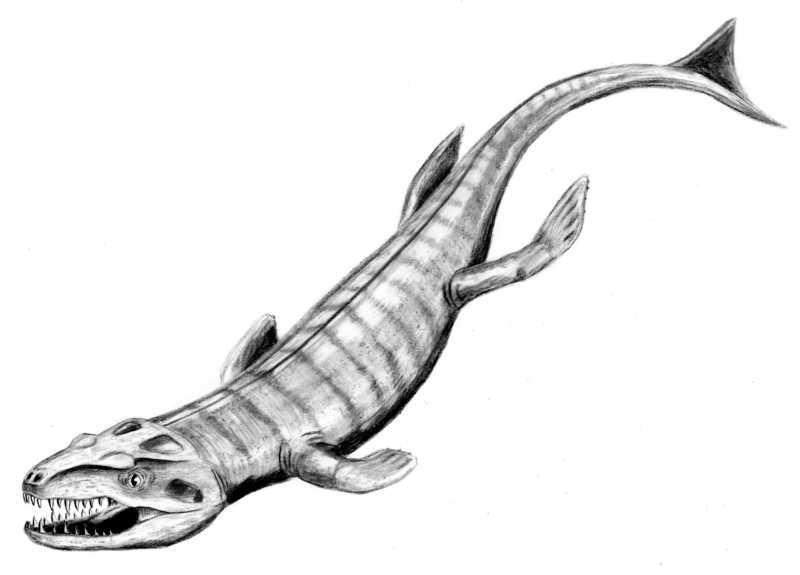
An artist's reconstruction of Dakosaurus andiniensis.

- Desamatosuchus — lapsus calami of Desmatosuchus
- Desmatosuchus
- Dianchungosaurus
- Dianosuchus
- Dibothrosuchus
- Dinosuchus
- Diplocynodon
- Diplocynodus — junior synonym of Diplocynodon
- Diplosaurus
- Dolichobrachium
- Dolichochampsa
- Dollosuchoides
- Dollosuchus
- Dongusuchus
- Doratodon
- Doswellia
- Dromicosuchus
- Dyoplax
- Dyrosaurus
- Dzungarisuchus

## E
- Ebrachosaurus
- Ebrachosuchus
- Edentosuchus
- Effigia

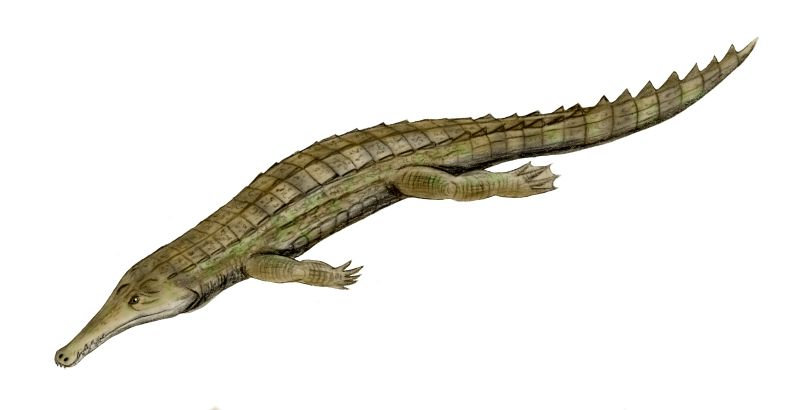
An artist's reconstruction of Elosuchus.

- "Eleiosuchus" — nomen nudum, referred to Elosuchus
- Elosuchus
- Enaliosuchus
- Energosuchus
- Entradasuchus
- Eoalligator
- Eocaiman
- Eocenosuchus — junior synonym of Diplocynodon
- Eogavialis
- Eopneumatosuchus
- Eosuchus
- Eothoracosaurus
- Episcoposaurus — junior synonym of Typothorax
- Eremosuchus
- Erpetosuchus
- Erythrochampsa
- Euscolosuchus
- Euthecodon
- Eutretauranosuchus

## F
- Fasolasuchus
- Fenhosuchus
- Ferganosuchus
- "Fruitachampsa" — a nomen nudum, possibly a shartegosuchid

## G
- Galtonia — probable junior synonym of Revueltosaurus
- Gavialinum
- Gavialosuchus
- Geosaurus
- Gilchristosuchus
- Gobiosuchus
- Goniopholis
- Gracilisuchus
- Gryposuchus
- Guarinisuchus

## H
- Hadongsuchus
- Haematosaurus
- Halilimnosaurus — junior synonym of Geosaurus
- Hallopus
- "Halticosaurus" - descoberto atualmente que se trata de um dinossauro terópode, e não de um Crurotarsi
- Hamadasuchus
- Harpacochampsa
- Hassiacosuchus
- Heliocanthus — possible junior synonym of Rioarribasuchus
- Helmstedtisuchus — actually a teleost fish
- Hemiprotosuchus
- Heptasuchus
- Hesperogavialis

- Hesperosuchus
- Heterodontosuchus
- Hispanochampsa

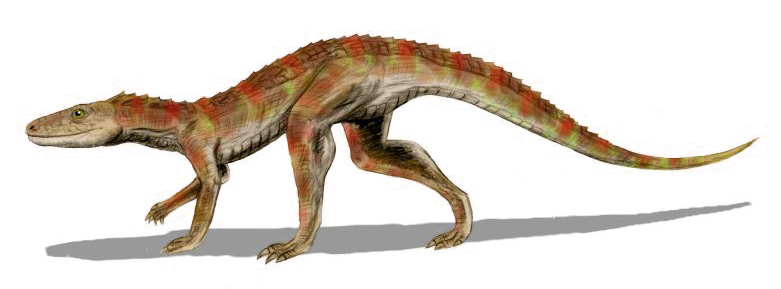
An artist's reconstuction of Hesperosuchus.

- Holops — preoccupied by a brachyceran fly, referred to Holopsisuchus
- Holopsisuchus — junior synonym of Thoracosaurus
- "Hoplitosaurus" — preoccupied by the ankylosaurian dinosaur Hoplitosaurus; now known as Hoplitosuchus
- Hoplitosuchus
- Hoplosuchus
- Hsisosuchus
- Hylaeochampsa
- Hyposaurus
- "Hypselorhachis"

## I
- Iberosuchus
- Ichthyosuchus — junior synonym of Crocodylus

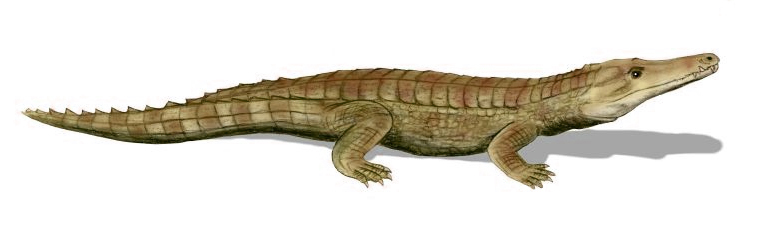
An artist's reconstruction of Itasuchus.

- Iharkutosuchus
- Ikanogavialis
- Ilchunaia
- Isisfordia
- Itasuchus

## J
- Jaikosuchus
- Junggarsuchus
- Jushatyria

## K
- Kambara
- Kansajsuchus
- Karamuru
- Karatausuchus
- Kayentasuchus
- Kentisuchus

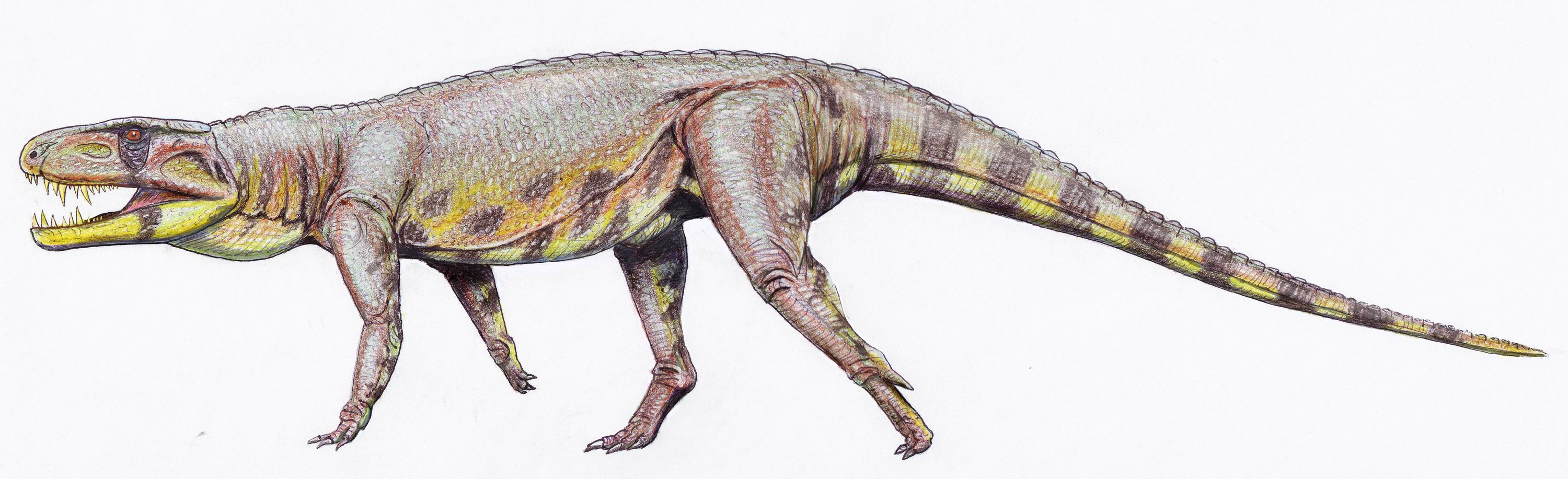
Teratosaurus silesiacus

- Kladeisteriondon — junior synonym of Teratosaurus
- Kyasuchus

## L
- Langstonia[2]
- Leidyosuchus
- Leptorrhamphus
- Leptosuchus
- Lesothosuchus — junior synonym of Protosuchus
- Lianghusuchus
- Libycosuchus
- Limnosaurus — junior synonym of Pristichampsus
- Lisboasaurus
- Listrognathosuchus
- Litargosuchus
- Ltliminosaurus — junior synonym of Geosaurus
- Lomasuchus
- Longosuchus
- 'Lotosaurus

- Lucasuchus
- Luperosuchus
- Lusitanisuchus

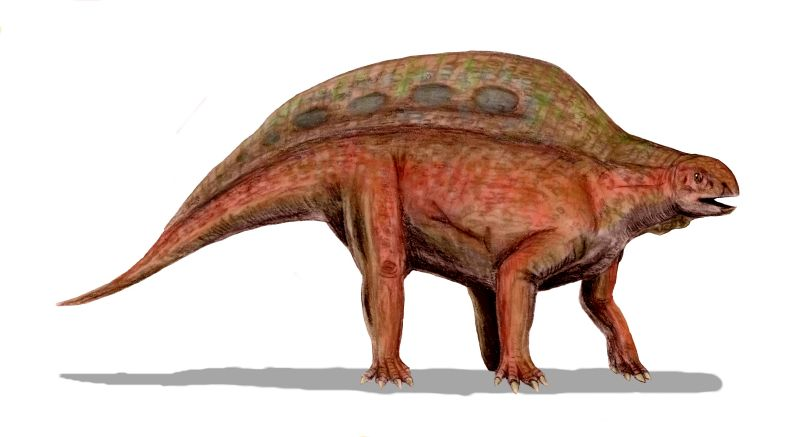
An artist's reconstruction of Lotosaurus.

- Lythrosaurus — lapsus calami of Lythrosuchus
- Lythrosuchus — junior synonym of Poposaurus

## M
- Macelognathus
- Machimosaurus
- Mahajangasuchus
- Malawisuchus
- "Mandasuchus" — nomen nudum, probable synonym of Ticinosuchus
- Manracosuchus
- Mariliasuchus
- Marmosaurus
- Maroccosuchus
- Massaliasuchus
- Megadontosuchus
- "Megalosaurus"
- Mekosuchus
- Melanosuchus
- Menatalligator
- Meridiosaurus
- Mesorhinosaurus
- Metiorychus — lapsus calami of Metriorhynchus
- Metriorhynchus
- Metriorrhynchus — lapsus calami of Metriorhynchus
- Microchampsa
- Microsaurus  — lapsus calami of Microsuchus
- Microsuchus
- Montealtosuchus
- Montsecosuchus
- Mosellaesaurus — junior synonym of Pelagosaurus
- Motinia — junior synonym of Crocodylus
- Mourasuchus
- Musturzabalsuchus
- Mycterosuchus — junior synonym of Steneosaurus
- Mystriosaurus — junior synonym of Steneosaurus
- Mystriosuchus

## N
- "Narynsuchus"
- Navahosuchus — probable lapsus calami of Navajosuchus
- Navajosuchus
- Necrosuchus
- Neoaetosauroides
- Nettosuchus
- Neustosaurus — possible junior synonym of Dakosaurus

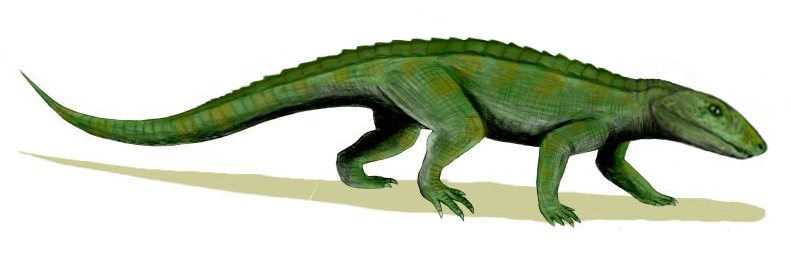
An artist's reconstruction of Notosuchus terristris.

- Neuquensuchus
- Nicrosaurus
- Nominosuchus
- Nordenosaurus
- Nothochampsa
- Notocaiman
- Notochampsa

- Notosuchus

## O
- Oceanosuchus
- Ocepesuchus
- Ornithosuchus
- Orthogenysuchus
- Orthosuchus
- Oweniasuchus
- Oxysdonsaurus

## P
- Pabwehshi
- Pachycheilosuchus
- Paleorhinus
- "Paleosaurus"
- Pallimnarchus
- Paralligator
- Parasuchus
- Paratomistoma
- Paratypothorax
- Parringtonia
- Parrishia
- Parussaurus  — lapsus calami of Purussaurus
- Pedeticosaurus
- Pehuenchesuchus
- Peipehsuchus
- Peirosaurus
- Pekinosaurus — probable junior synonym of Revueltosaurus

- Pelagosaurus

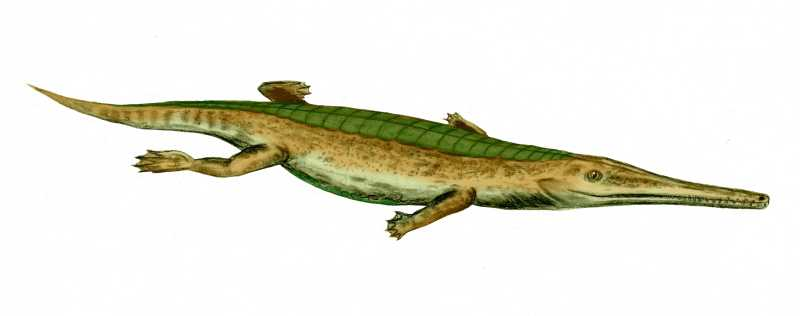
An artist's reconstruction of Pelagosaurus typus.

- Pelagosuchus — probable lapsus calami of Pelagosaurus
- Petrosuchus
- Pholidosaurus
- Phosphatosaurus
- Phyllodontosuchus
- Phytosaurus
- Pinacosuchus
- Piscogavialis
- Planocrania
- Platyognathus
- Platysuchus
- Plerodon — referred in part to both Dakosaurus and Diplocynodon
- Plesiosuchus — junior synonym of Dakosaurus
- Pliogonodon
- Polydectes
- Poposaurus
- 'Postosuchus
- Prestosuchus
- Pristichampsus
- Procaimanoidea
- Procerosuchus
- Prodiplocynodon
- Protosuchus
- Pseudhesperosuchus
- Pseudopalatus
- Purranisaurus — junior synonym of Metriorhynchus

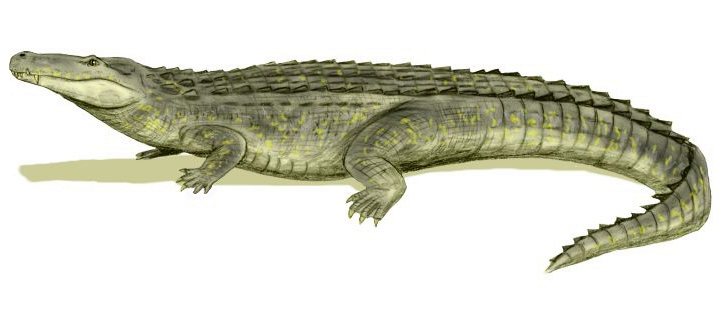
An artist's reconstruction of Purussaurus.

- Purussaurus

## Q

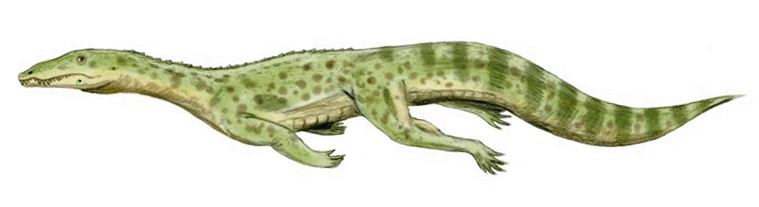
An artist's reconstruction of Qianosuchus

- Qianosuchus
- Quinkana

## R
- Rauisuchus
- Redondasaurus — possible junior synonym of Typothorax
- Redondasuchus
- Redondavenator
- Revueltosaurus
- Rhabdognathus
- Rhabdosaurus — junior synonym of Rhabdognathus
- Rhacheosaurus — junior synonym of Geosaurus
- Rhadinosaurus — possible junior synonym of Doratodon
- Rhamphosuchus
- Rileyasuchus
- Rimasuchus
- Rioarribasuchus — possible junior synonym of Heliocanthus

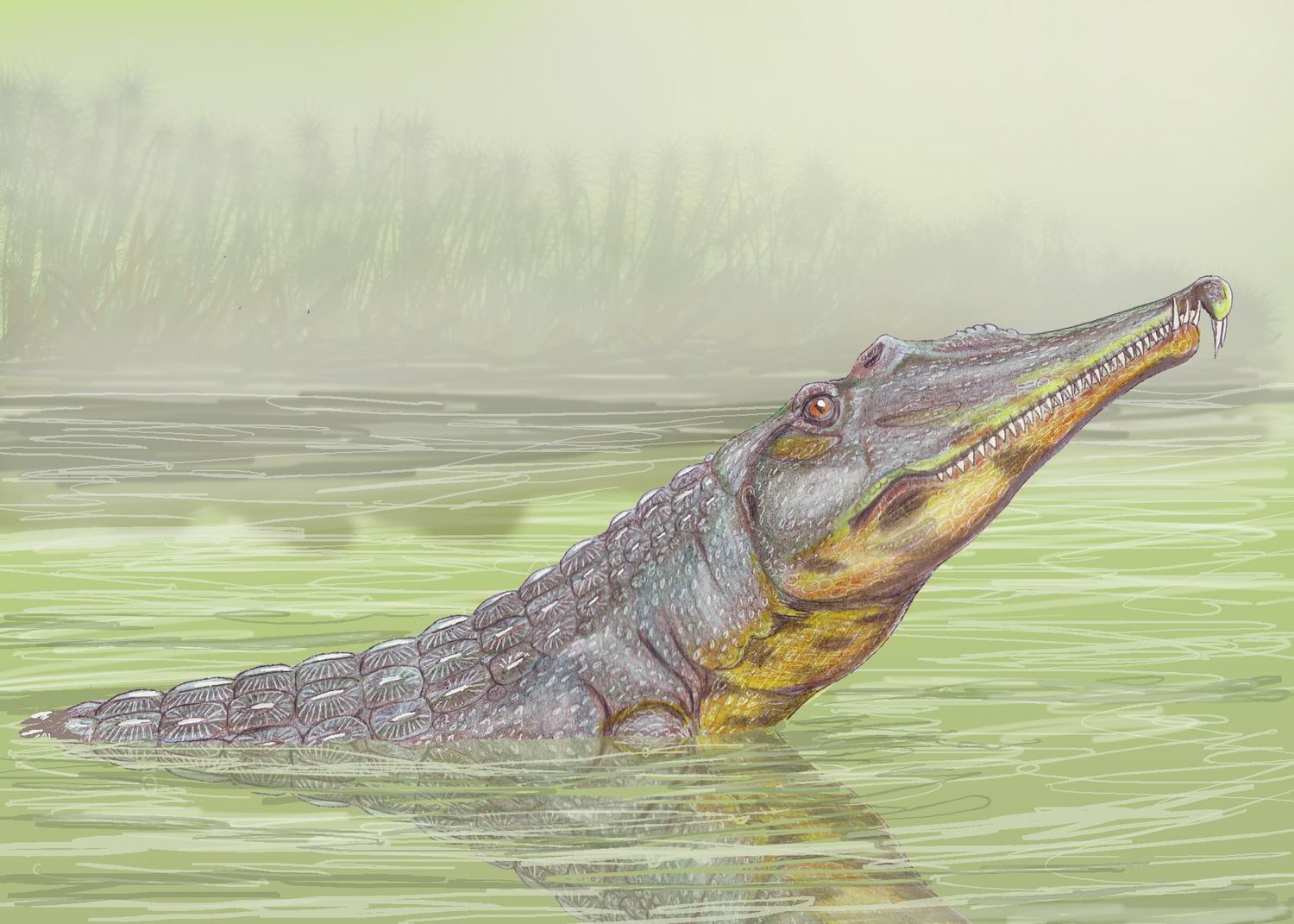
An artist's reconstruction of Rutiodon.

- Riojasuchus
- Rugosuchus

- Rutiodon

## S
- Saltoposuchus
- Sajkanosuchus
- Sarcosuchus
- Saurosuchus
- Sebecus
- Sebecosuchus — lapsus calami of Sebecus[2]
- Shamosuchus
- Shantungosuchus
- Shartegosuchus
- Shuvosaurus
- Siamosuchus
- Sichuanosuchus
- Sillosuchus
- Simosuchus
- Simptosuchus
- Sinosaurus
- Siquisiquesuchus
- Smilosuchus
- Sokotosaurus — junior synonym of Hyposaurus
- Sokotosuchus
- Spaghesaurus
- Sphenosuchus
- Sphingopus
- Spinosuchus
- Spondylosoma
- Stagonolepis

- Stagonosuchus
- Stangerochampsa
- Stegomosuchus
- Stegomus
- Steneosaurus

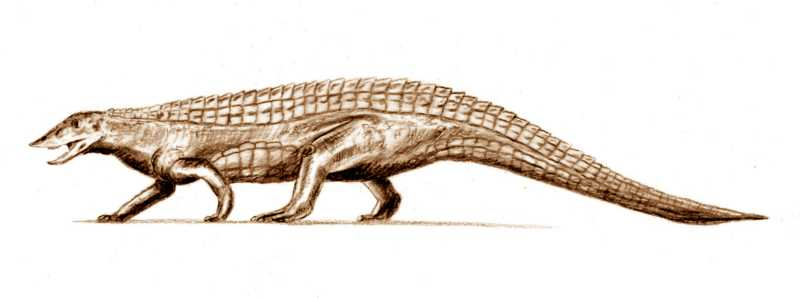
An artist's Stagonolepis.

- Stenosaurus  — referred by the author of the description to Cricosaurus
- Stolokrosuchus
- Stomatosuchus
- Stratiosuchus — lapsus calami of Stratiotosuchus
- Stratiotosuchus
- Strigosuchus
- Stromerosuchus
- Suchodus — junior synonym of Metriorhynchus
- Suchosaurus — probably at least in part a spinosaurid dinosaur
- Sulcusuchus  — first described as a dyrosaurid, reidentified as a polycotylid plesiosaur
- Sunosuchus
- Susisuchus
- Symptosuchus

## T
- Tadzhikosuchus
- Tagarosuchus
- Tarjadia
- Teleidosaurus
- "Teleocrater"
- Teleorhinus — junior synonym of Terminonaris
- Teleosaurus
- Temsacus — junior synonym of Crocodylus
- Teratosaurus
- Terminonaris
- Terrestrisuchus
- Thecachampsa
- Thecachampsoides — junior synonym of Eosuchus
- Theriosuchus
- Thoracosaurus
- Ticinosuchus
- Tienosuchus
- Tikisaurus
- Tilemsisuchus
- Toyotamaphimeia
- Trematochampsa
- Trialestes
- Trilophosuchus
- Tsylmosuchus
- Turanosuchus
- Typothorax
- Tzaganosuchus

## U

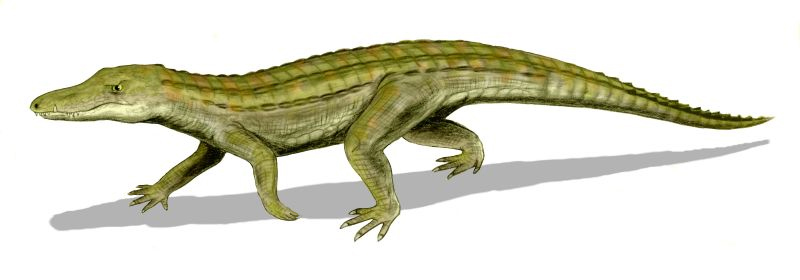
An artist's reconstruction of Uberabasuchus.

- Uberabasuchus
- Unasuchus
- Uruguaysuchus

## V

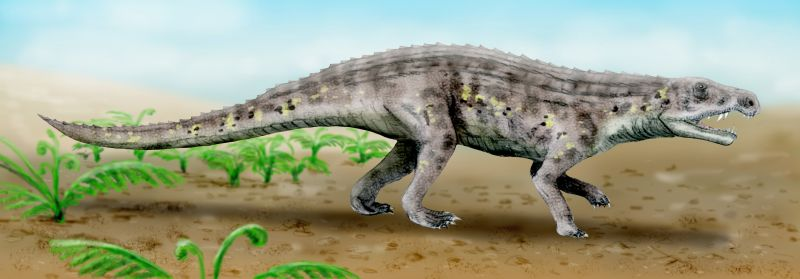
An artist's reconstruction of Venaticosuchus rusconii.

- Vectisuchus

- Venaticosuchus
- Vjushkovisaurus
- Voay
- Volia
- Vytshegdosuchus

## W
- Wannaganosuchus
- Wangisuchus
- Wanosuchus
- Wargosuchus
- Weigeltisuchus — junior synonym of Pristichampsus
- Woodbinesuchus
- Wurnosaurus — junior synonym of Hyposaurus

## X
- Xenosuchus

## Y
- Yarasuchus
- Youngosuchus

## Z
- Zanclodon — in part referred to Megalosaurus

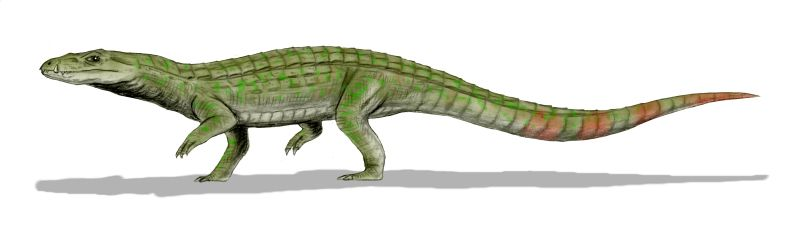
An artist's reconstruction of Zosuchus davidsoni.

- Zaraasuchus

- Zholsuchus
- Zhyrasuchus
- Zosuchus
- Zulmasuchus[2]